# Robert D. Siegel

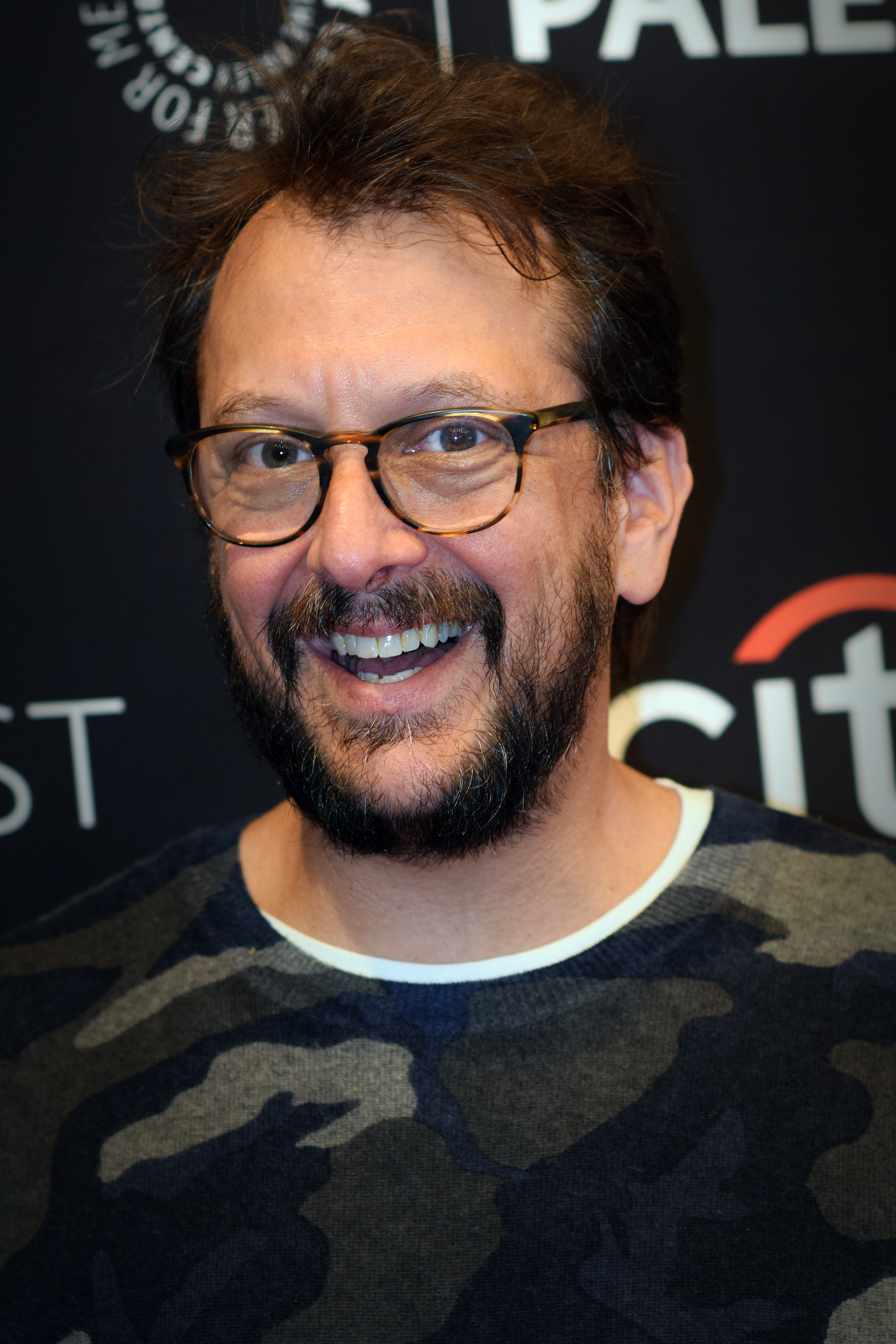
Robert D. Siegel, 2023

Robert D. Siegel (* 12. November 1971 in New York) ist ein US-amerikanischer Drehbuchautor und Regisseur.
Für seinen Film The Wrestler bekam Mickey Rourke und Marisa Tomei jeweils eine Oscarnominierung und er selbst den Goldenen Löwen. Siegel ist ehemaliger Redakteur der Satirezeitschrift The Onion.

## Filmografie
als Drehbuchautor
- 2008: The Onion Movie
- 2008: The Wrestler
- 2009: Big Fan
- 2013: Turbo – Kleine Schnecke, großer Traum (Turbo)
- 2016: The Founder

als Regisseur
- 2009: Big Fan